# Pastra-Gletscher
Der Pastra-Gletscher (bulgarisch ледник Пастра lednik Pastra) ist ein 4,8 km langer und 2 km breiter Gletscher auf der Trinity-Insel im Palmer-Archipel westlich der Antarktischen Halbinsel. Er fließt in nordwestlicher Richtung zur Milburn Bay.
Die bulgarische Kommission für Antarktische Geographische Namen benannte ihn 2009 nach der Ortschaft Pastra im Westen Bulgariens.